# Voorjaarsschoonmaak

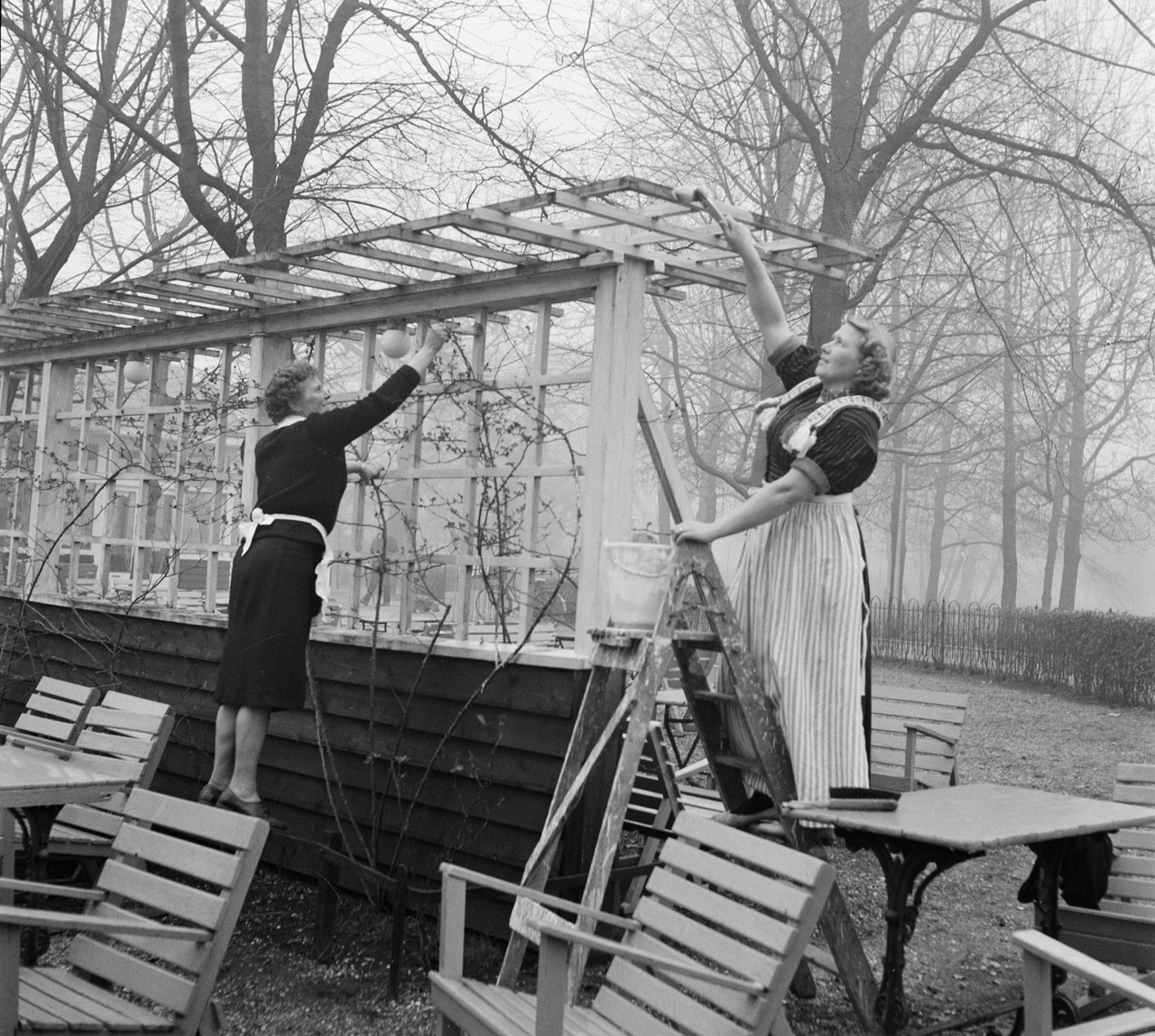
Voorjaarsschoonmaak in het Vondelpark anno 1961.

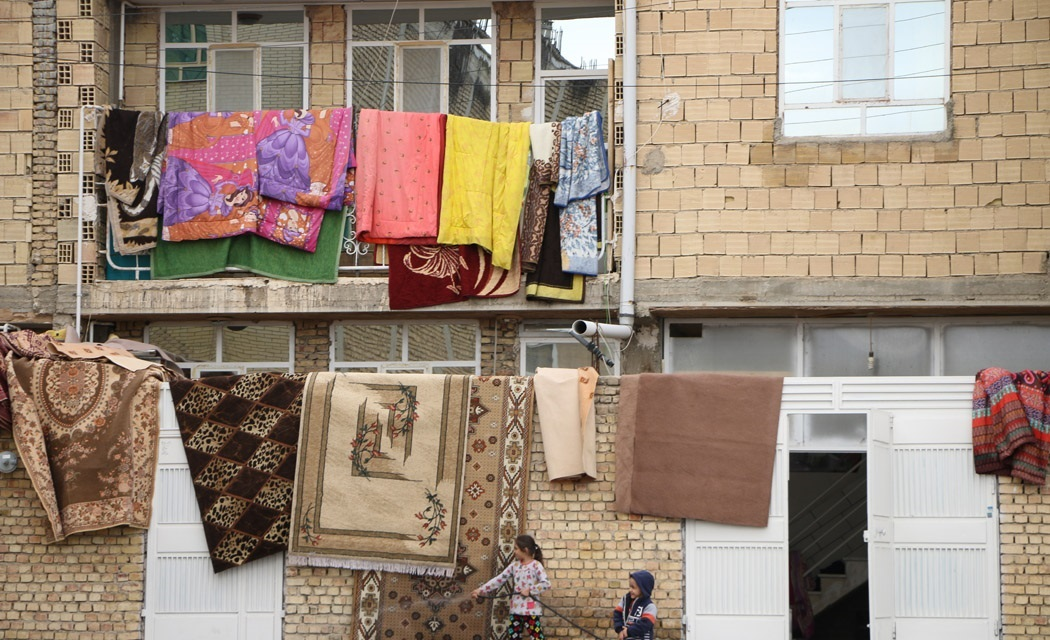
Kleden worden schoongemaakt tijdens Noroez, Iran, 2018

De voorjaarsschoonmaak of grote schoonmaak werd aan het einde van de winterperiode uitgevoerd en is in Nederland in onbruik geraakt.
Op het moment dat de eerste zonnestralen in het huis kwamen en men daardoor kleine stofdeeltjes zag opwaaien, was het juiste moment aangebroken om het hele huis eens goed schoon te maken. Systematisch - kamer voor kamer - ging men te werk. Geen kamer bleef gespaard.
De gordijnen werden van het raam gehaald en naar de stomerij gebracht of zelf gewassen. Ramen en deuren werden opengezet. De vloerkleden en lopers werden opgerold en naar buiten gebracht om ze eens goed met de mattenklopper uit te kloppen. Als het weer het toeliet, deed men al het meubilair even naar buiten, om het binnen eens goed schoon te maken.
Alle kasten werden leeggeruimd en van binnen goed schoongemaakt. Het kastpapier werd, indien noodzakelijk, vervangen. Voordat men de kast weer inruimde werd deze eerst van de muur gehaald om achter en onder de kast alles goed schoon te maken en houten kasten werden goed in de boenwas gezet. 
Ook de inhoud kritisch bekeken en goed schoongemaakt. De glazen en het servies, dat men niet dagelijks gebruikte, werden afgewassen. Kleding werd kritisch nagekeken en boeken, papieren en documenten werden zorgvuldig geordend.
Nadat de kasten weer schoon op hun plaats stonden, werden de kamerdeuren gesopt, de ramen gewassen en de vloeren geschrobd. 
Dan konden de uitgeklopte kleden weer op de vloer, de overige meubels weer naar binnen en ook de gewassen en gestreken gordijnen voor het raam.
Het liefst werden de kamers ook opnieuw behangen en gewit.
Uit de slaapkamer werd ook de matras naar buiten gebracht, om deze goed met de mattenklopper uit te kloppen.
De keuken, badkamer en toilet kregen dezelfde behandeling als de kamers, hier werden ook de tegels van de muren zorgvuldig afgewassen.
Een voorjaarsschoonmaak nam meestal meerdere dagen in beslag en was zeer zwaar werk. De oorspronkelijke noodzaak die bestond uit onder andere kolenkachels, beperkte stofzuigmogelijkheden en meer mensen in een huis maakte een voorjaarsschoonmaak noodzakelijk. Schoonmaakacties in de lente kunnen uit gewoonte nog de voorjaarsschoonmaak genoemd worden.